# Křesťanská Čtvrť (Jeruzalém)

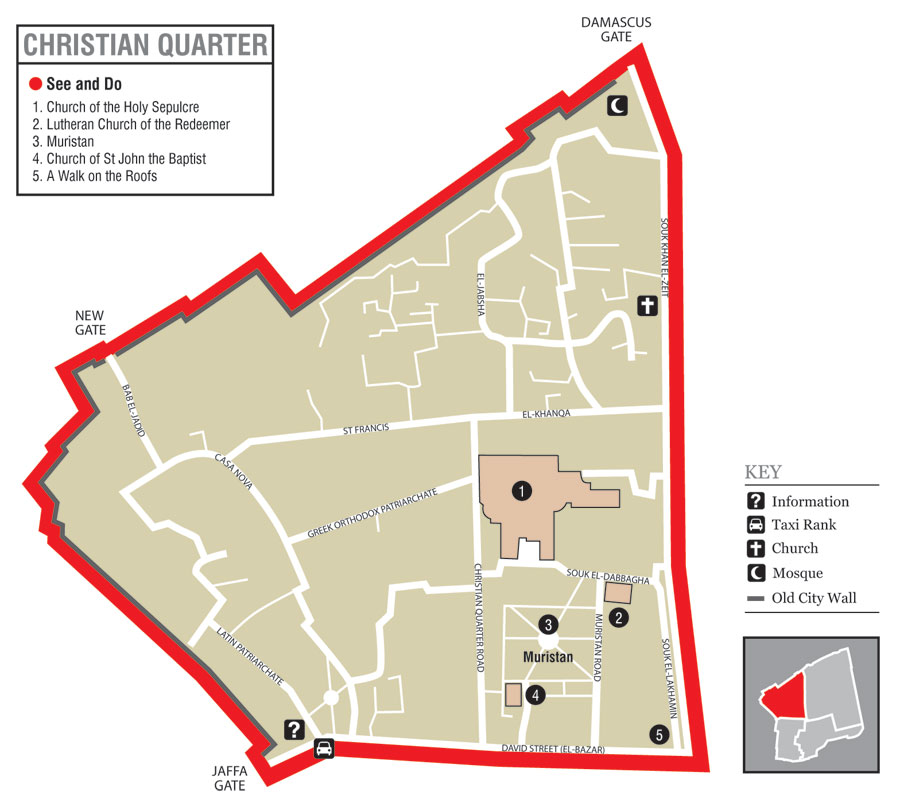
Mapa Křesťanské Čtvrti

Křesťanská Čtvrť v Jeruzalémě se nachází na severozápadě Starého Města. Ve čtvrti se nachází na 40 náboženských objektů, zejména je to Chrám Božího hrobu a další kostely, pak také kláštery a ubytovny pro křesťanské poutníky.

## Historie

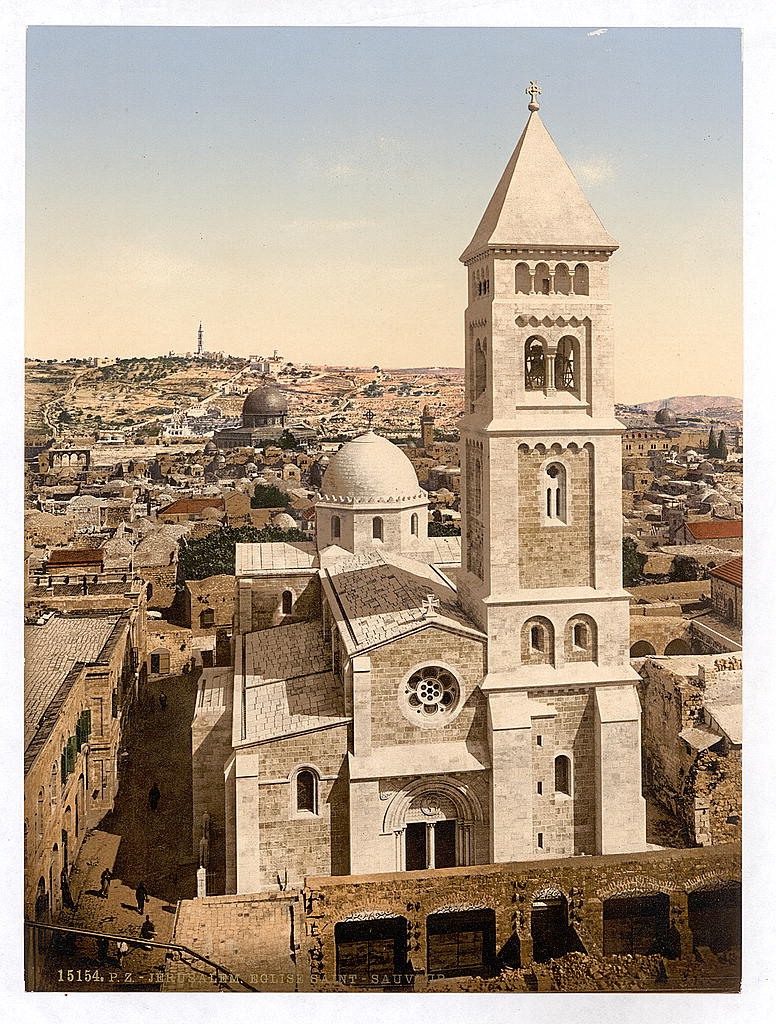
Kostel sv. Spasitele (mezi 1890–1900)

Křesťanská Čtvrť v současné podobě vznikla v 19. století přestavbou budov po rozhodnutí evropských zemí posílit svůj vliv v této oblasti. Osmanská vláda se pokoušela této přestavbě bránit pomocí zvýšení ceny pozemků v této zóně. Osobní angažovanost vůdců evropských zemí (mezi nimi německý císař Vilém II. Pruský a rakouský císař František Josef I.) však nakonec vystavění Křesťanské Čtvrti umožnila.[zdroj?]
Ke konci 19. století již v Křesťanské Čtvrti nezbylo na žádné další náboženské stavby místo, přestože potřeba těchto objektů stále rostla. Otevření Suezského průplavu roku 1869 zesílilo proud evropských poutníků, kteří mířili do Jeruzaléma. To zvýšilo soupeření mezi rozličnými církvemi a mocnostmi, které usilovaly o získání vlivu ve Svatém městě. Francouzi postavili pro poutníky hostel a nemocnici na volném pozemku vně hradeb Starého Města, v oblasti sousedící s Křesťanskou Čtvrtí. Ještě předtím se usídlili Rusové v blízké oblasti, zvané nyní Migraš ha-Rusim. Následně po tomto rozšíření čtvrti na sever se probudila potřeba průchodu, který by spojil Křesťanskou Čtvrť uvnitř hradeb s náboženskými budovami ležícími mimo ně, proto roku 1898 nová osmanská vláda schválila požadavek křesťanů, aby v hradbách Starého Města byla proražena další brána, která je známa jako „Nová brána“.[zdroj?]

## Charakteristika čtvrti

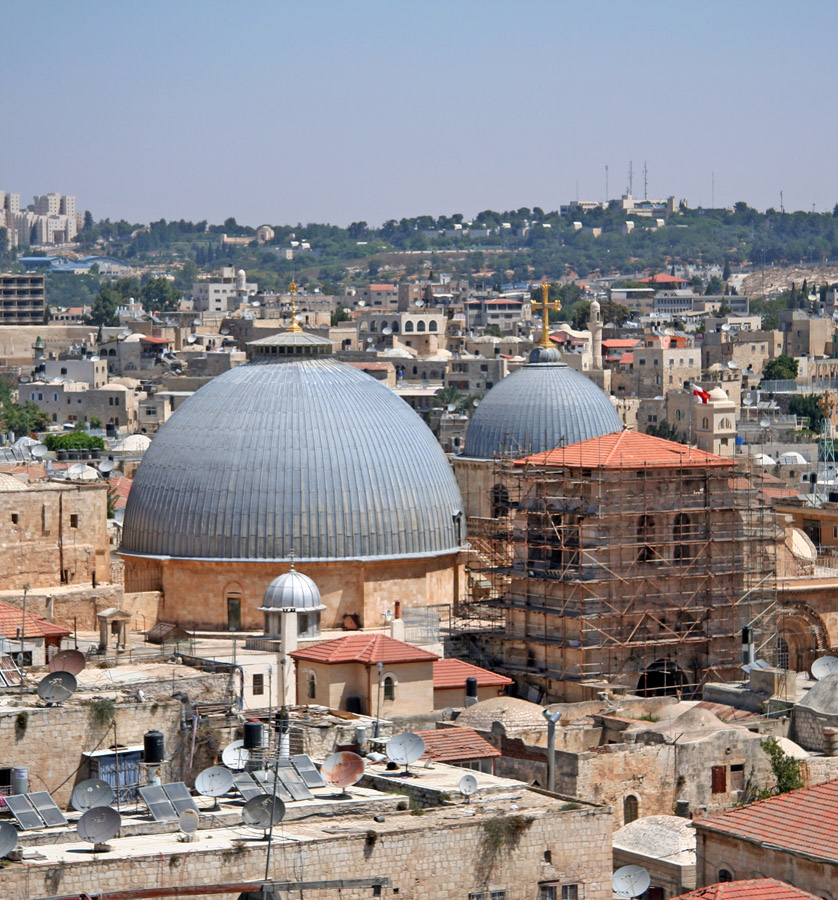
Kopule Chrámu Božího hrobu

Srdcem Křesťanské Čtvrti je Chrám Božího hrobu, okolo kterého jsou pak další kostely a kláštery. Pro celou čtvrť nejsou typické honosné rezidence (ty se nacházejí až na jejím východním konci – blízko Damašské brány), i přes velký počet významných náboženských, vzdělávacích a turistických institucí ve čtvrti.[zdroj?]
Značnou část čtvrti zabírají významné náboženské instituce. Mimo Chrámu Božího hrobu je to také patriarchát řecké pravoslavné církve, který kostel spravuje, dále františkánský klášter sv. Spasitele, luteránský kostel (Lutheran Church of the Redeemer) a latinský patriarchát.[zdroj?]
V okrsku se nachází také velký počet kaváren, restaurací, hotelů, památných parků a malých muzeí.[zdroj?]

## Židé v Křesťanské Čtvrti
Židé po celá pokolení v Křesťanské Čtvrti nepřebývali. Na konci 19. století se osídlení několika osamocených rodin zámožných sefardských židů rozrostlo i do „ulice křesťanů“, kde byla i malá synagoga. Když roku 1929 po disputacích mezi židy a muslimy o přístup Židů ke Zdi nářků vypukly palestinské pouliční bouře, opustili Židé své domy a přesunuli se do jeruzalémského „Nového Města“, jak jim doporučovali jejich bratři bydlící v Muslimské Čtvrti.[zdroj?]
Roku 1989 získali členové ješivy „Ateret Kohanim“ velkou budovu v Křesťanské Čtvrti, která sloužila křesťanským poutníkům jako hostel. Koupě byla provedena z prostředků ješivy, to však vyvolalo mezinárodní bouři a demonstrace Arabů. Nakonec izraelský Nejvyšší soud rozhodl, že majetek patří „Ateret Kohanim“, avšak nesmí v ní přebývat více než deset rodin. Bývalý hostel je dnes tedy domovem desíti židovských rodin a zároveň synagogou.[zdroj?]

## Důležité objekty
- Kostel Alexandra Něvského
- Kostel Spasitele
- Chrám Božího hrobu
- Řecký klášter
- Klášter sv. Spasitele
- Omarova mešita